# Pachalik de l'Archipel
Pour les articles homonymes, voir Archipel (homonymie).
1533–1867
Entités précédentes :
- Empire ottoman (partie)
- Ordre de Saint-Jean de Jérusalem
- République de Venise

Entités suivantes :
- Première République hellénique
- Vilayet de l'Archipel (Empire ottoman)

Le pachalik de l'Archipel, encore appelé eyalet de l'Archipel, beylerbeylik des Îles, vilayet de l'Archipel (après 1867) ou parfois Djézireh (les îles) (en turc ottoman : ایالت جزایر بحر سفید, eyalet-i djézair-i bakhr-i sefid en français: l'eyalet des îles de la mer Méditerranée), est une ancienne province ottomane incluant plusieurs territoires de l'Empire ottoman. Ses limites ont beaucoup varié : selon les époques, elle a inclus les îles et presqu'îles de la mer Égée, la Grèce péninsulaire et l'île de Chypre. Elle était sous l'autorité du capitan pacha, chef de la marine ottomane.

## Histoire

### Expansion ottomane

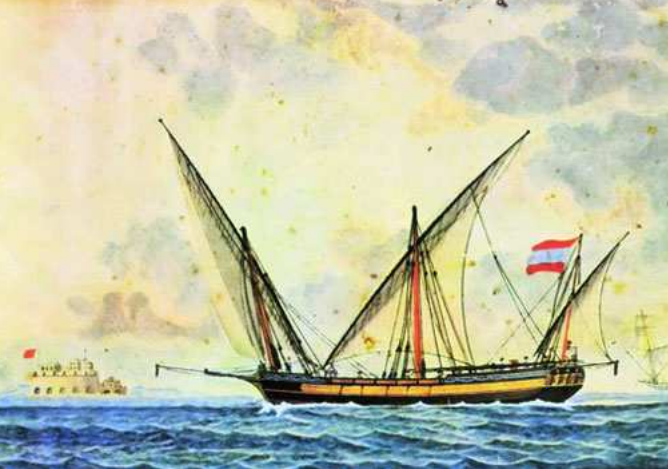
Navire marchand portant le drapeau des Grecs sous domination ottomane, vers 1700

Au début de l'histoire ottomane, aux XIVe siècle et XVe siècle, le commandant de la flotte (Derya begi, « bey de la mer ») reçoit le gouvernement des sandjaks de Gelibolu, Galata et Izmit qui forment les trois principales bases navales jusqu'à la construction de l'arsenal impérial ottoman à Constantinople. Au XVIe siècle, Khayr ad-Din Barberousse, corsaire d'Alger devenu chef de la flotte ottomane avec le nouveau titre de capitan pacha, reçoit le gouvernement d'une province élargie. Bien qu'il réside habituellement à l'arsenal, le sandjak de Gelibolu conserve le titre de « sandjak du pacha ». Les gouverneurs de sandjak portent le titre de daryabey et non sandjakbey comme dans les autres provinces.
En Europe, la province de l'Archipel comprend, outre Gelibolu et l'arsenal de Galata, plusieurs sandjaks détachés du pachalik de Roumélie :
- Sandjak d'Eğriboz (appelé Négrepont par les Occidentaux, comprenant l'Eubée, l'Attique et la Grèce centrale)
- Sandjak de Mytilène (Lesbos)
- Sandjak de Karlieli (Étolie-Acarnanie)
- Sandjak de Naupacte (pour les Occidentaux, Lépante)
- Sandjak de Mistra (Péloponnèse)

En Anatolie, elle comprend plusieurs sandjaks côtiers :
- Sandjak de Kocaeli (Izmit)
- Sandjak de Saghala (Izmir)
- Sandjak de Biga (Çanakkale)

En 1617/1618, plusieurs territoires insulaires sont érigés en sandjaks de cette province :
- Sandjak de Rhodes (en) (île conquise en 1522)
- Sandjak de Chios
- Sandjak d'Andros
- Sandjak de Naxos (en) (ancien duché de Naxos)

L'île de Chypre, conquise par les Ottomans en 1570, est rattachée au pachalik de l'Archipel en 1670. Elle devient un fief personnel du grand vizir en 1703 avant de revenir au pachalik de l'Archipel en 1785.
La Crète, prise à la république de Venise lors de la guerre de Candie (1645-1669), constitue le pachalik de Crète (Eyālet-i Girīt en turc) et n'a jamais appartenu au pachalik de l'Archipel.
L'île de Sainte-Maure (Leucade), dans les îles Ioniennes, est prise par les Vénitiens en 1684.

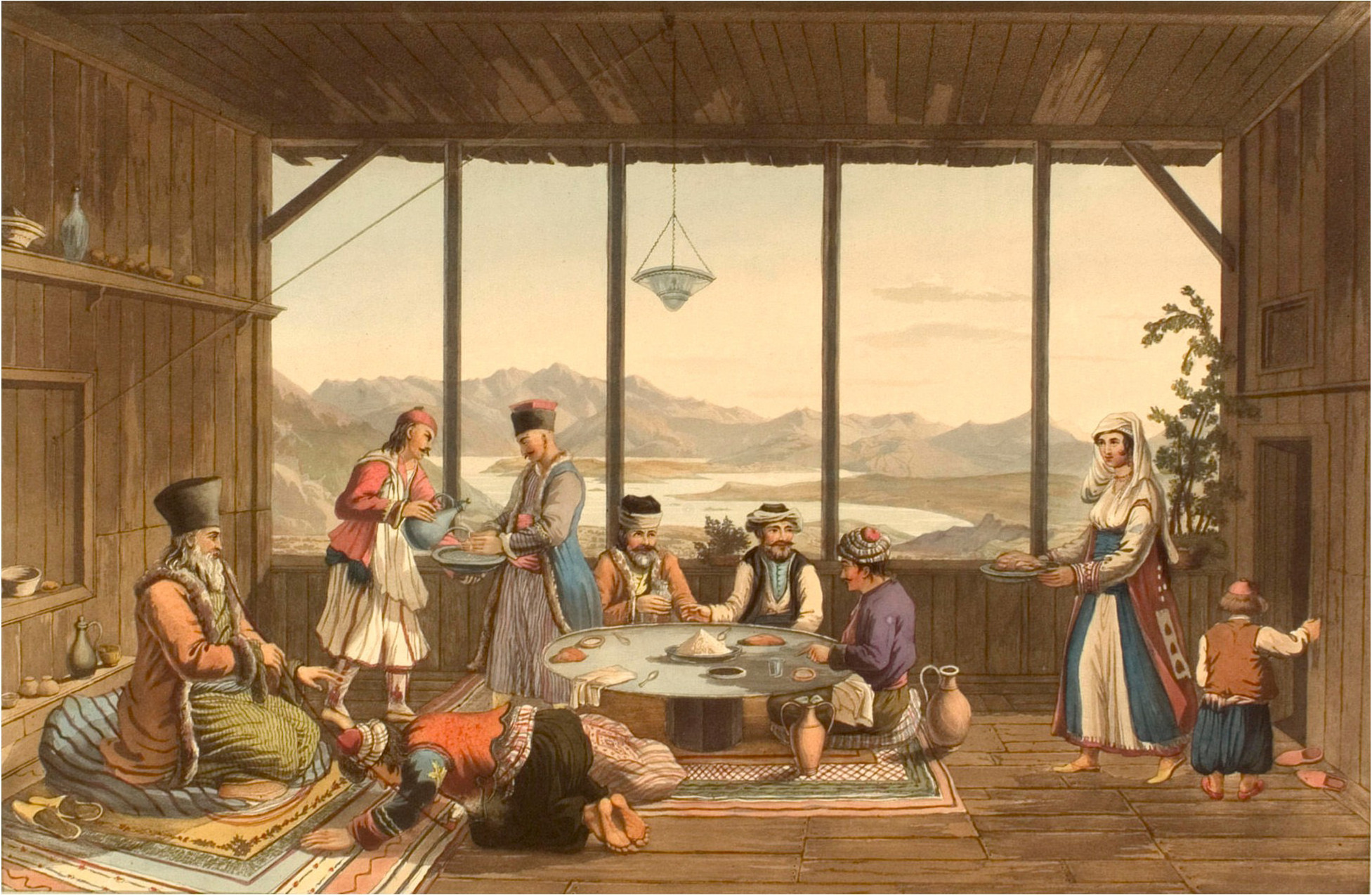
Repas à Crissa (Grèce centrale), Edward Dodwell, 1821

Le Péloponnèse (sandjak de Mistra), conquis par les Vénitiens pendant la guerre de Morée (1684-1699), est repris par les Ottomans lors de la guerre vénéto-ottomane de 1714-1718. Il constitue une province séparée, le pachalik de Morée, de 1714 à 1780, avant de revenir au pachalik de l'Archipel.
En 1769, pendant la guerre russo-turque de 1768-1774, une flotte de la marine impériale russe venue de la mer Baltique, commandée par les frères Fiodor et Alexeï Orlov, pénètre dans la mer Égée où des chefs locaux avaient déjà noué des contacts avec le ministère russe. Un soulèvement des Grecs orthodoxes du Péloponnèse et de Grèce centrale éclate avec le soutien des Russes ; la révolte est écrasée par la répression ottomane après le départ de la flotte russe en 1771.

### Recul auXIXesiècle
Durant la guerre russo-turque de 1806-1812, l'amiral russe Dmitri Seniavine fait campagne en mer Égée et occupe temporairement Ténédos en 1806-1807.
La guerre d'indépendance grecque (1821-1829) entraîne la perte de la Grèce péninsulaire, devenue une république indépendante ; le nouvel État  obtient la cession des Cyclades par le traité de Constantinople (1832).
En 1846, le sandjak de Gelibolu (en), sur les Dardanelles, est transféré au pachalik d'Andrinople.
En 1849, le gouvernement de l'Archipel est détaché des attributions du capitan pacha.

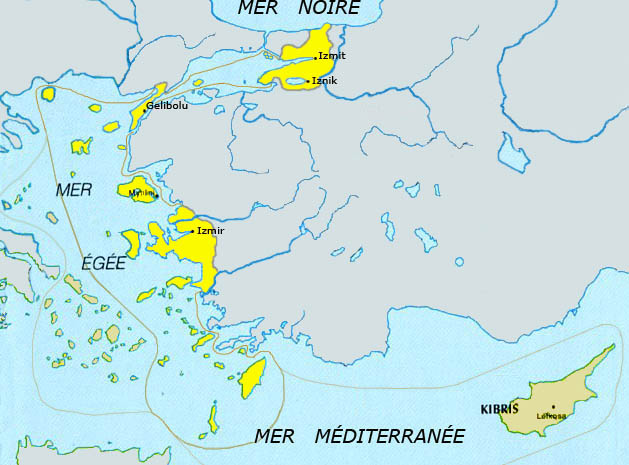
L'eyalet/pachalik (puis vilayet en 1867) de l'Archipel (Sporades septentrionales et Cyclades sont rattachées à la Grèce en 1832, Chypre à l'Empire britannique en 1878).

Au milieu du XIXe siècle, la population totale des pachaliks de l'Archipel et de Crète est estimée à 700 000 habitants. Celui de l'Archipel comprend :
- en Europe (« Turquie d'Europe ») :
  - la péninsule de Gallipoli (Gelibolu) ;
- en Anatolie (ou « Turquie d'Asie ») :
  - la région de Nicomédie (Izmit) et Nicée (Iznik) en Bithynie, cédée au pachalik de Kastamonu en 1846 ;
  - les îles des Princes (Kızıl Adalar) et l'île de Proconnèse (Marmara Adası) en mer de Marmara ;
  - la région de Smyrne (Izmir) en Asie mineure ;
- en mer Égée :
  - les îles du nord et de l'est de l'Égée : Imbros (Gökçe Adası), Samothrace, Thasos, Lemnos, Sporades du Nord, Lesbos (Midillü Adası), Chios (Sakız Adası), Icarie ;
  - la principauté de Samos, autonome depuis 1832 sous un prince chrétien mais toujours comptée comme faisant partie du pachalik de l'Archipel ;
  - le Dodécanèse ;
- en mer Méditerranée :
  - Chypre (Kıbrıs Adası).

La capitale de la province au XIXe siècle est Mytilène (Midillü), mais en fait elle est dirigée depuis Smyrne (Izmir). Chypre, de 1861 à 1868, devient un mutasarrifat séparé dépendant directement du gouvernement central puis, en 1878, un protectorat britannique.
En 1867, le pachalik devient le vilayet de l'Archipel.

## Gouverneurs
De 1533 à 1849, la fonction de gouverneur de l'Archipel se confond avec celle de capitan pacha (chef de la marine ottomane).
Voir Liste des capitan pachas (en)
De 1849 à 1867, la province a les gouverneurs suivants :
- Musa Safveti Paşa (1849)
- Mehmed Ragıb Pacha (1849-1851)
- Damat Gürcü Halil Rifat Pasha (1851-1852), capitan pacha à trois reprises (1830-1832, 1843-1845 et 1854-1855)
- Tepedelenlizade İsmail Rahmi Pacha (1852-1855)
- Mahmud Hamdi Pacha (1855-1856)
- Kayserili Ahmed Pacha (1857, 1859-1860 et, après la transformation de la province en vilayet, 1867-1873)
- Salih Vamık Pacha (1857-1859)
- - Poste vacant 1860-1863 -
- Osman Rachid Pacha (1863-1864)
- Mehmed Cemaleddin Pacha (1864-1866)
- Hüseyin Hüsnü Pacha (1866-1867)

### Sources et bibliographie
- (en) Cet article est partiellement ou en totalité issu de l’article de Wikipédia en anglais intitulé « Eyalet of the Archipelago » (voir la liste des auteurs) dans sa version du 22 septembre 2016.
- Abbé Joseph Dupont (d'Alençon), Géographie de l'empire ottoman, éd. : Veuve C. Poussielgue, 1907.